# Jules Robert Auguste
Jules Robert Auguste (París, Francia, 1789 - París, 15 de abril de 1850) fue un pintor y escultor francés, ganador del Premio de Roma en 1810, logró el éxito principalmente utilizando motivos orientalistas, a medio camino entre el clasicismo y el romanticismo.

## Vida y obra
Jules Robert Auguste nació en el seno de una familia de orfebres. Estudió en la prestigiosa Ecole des Beaux-Arts en París.
En 1810 ganó el Premio de Roma de escultura. Permaneció durante unos años en la Villa Médici donde cincidió con Ingres.
Merced a sus viajes posteriores a través de Grecia, Egipto, el Oriente Medio y Marruecos, Auguste está considerado como un pionero y promotor de orientalismo. Sus obras inspiradas en el este -sobre todo los pasteles y las acuarelas- le equiparan con Eugène Delacroix.
Fue uno de los primeros artistas en viajar a esos países, regresando a París con curiosidades y artefactos de todo tipo, seleccionados entre decenas de bazares y comerciantes. En sus frecuentes escenas hogareñas, Auguste muestra trajes, tapices, armas, cerámica y vidrio en composiciones deslumbrantes propias de Las mil y una noches. Sus amigos artistas quedaron encantados, incluyendo a Théodore Géricault, autor de La balsa de la Medusa, Horace Vernet, que iba a producir los cuadros de batallas, de Versalles, y Eugène Delacroix, el más grande de los pintores románticos franceses. Los «souvenirs» -recuerdos- de Auguste se reproducen en las pinturas de sus huéspedes, dando credibilidad a sus cuadros.
El movimiento del orientalismo estuvo representado principalmente por Eugène Delacroix y por Gustave Flaubert (Salambó). Muchos artistas de todos los países europeos tomaron esta tendencia, incluyendo a Léon Belly, Théodore Chassériau, Rudolf Ernst, Ludwig Deutsch, Eugène Fromentin, Charles Gleyre, Carl Haag, William Holman Hunt, Leopold Carl Müller, Henri Victor Regnault, Pierre-Auguste Renoir y Horace Vernet. 
También a causa de su uso generoso de los colores se le considera precursor del impresionismo.

## Obras
Esculturas:
- Monumento a Georges-Jacques Danton (1759-1794) (bronce), Auguste, Musee de la Revolution Francaise, Vizille, France  (enlace roto disponible en Internet Archive; véase el historial, la primera versión y la última).[3]

Pinturas:
- Conversación en el parque (óleo sobre papel sobre bastidor, Louvre, París </ref>
- Othello y Desdemone (Otelo y Desdémona, escena de la obra de Shakespeare), óleo sobre cartón, Louvre, París

- Mujer nubia, óleo sobre panel, hacia 1825-30, en el Art Institute de Chicago Mujer nubia, óleo sobre panel, hacia 1825-30.

- Composition mythologique, 1810.

- La chase au lion.

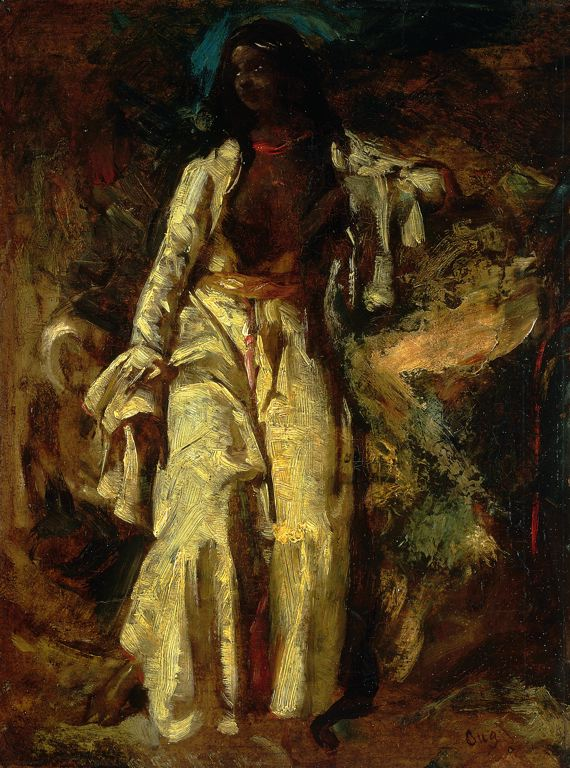
Mujer nubia, óleo sobre panel, hacia 1825-30.

- Borgo montano con donne alla fontana & rifugio montano , (Pueblo de montaña con las mujeres en la fuente y refugio de montaña), 1817,

- La leçon de luth, d´apress Bonington (Lección de laúd, según Bonington).

- Desnudo de mujer,  , óleo, en el Fitzwilliam Museum.

Dibujos:
- Soldat grec, debout, de dos, tenant un fusil (soldado griego, en pie, con un fusil) pastel, Museo del Louvre,
- Tete d´un chef arabe (cabeza de un jefe árabe) , acuarela, Musée Fabre Montpellier
- Deux odalisques (dos odaliscas), acuarela, Museo del Louvre,

- Etude d'enfants et de chats (Estudio de niños y gatos), sanguina.
- Deux fashionables en conquête, plumilla y acuarela, ;musée national Magnin, Dijon
- Le Christ et Les Pelerins D'Emmaus(Cristo y la cena de Emaús), pastel.

- Portrait présumé de Sophie Gay, poétesse amie de Victor Hugo (presunto retrato de Sophie Gay, poeta amiga de Victor Hugo, según inscripción al dorso), pastel[4]

## Exposiciones
Sus obras están recogidas en museos, entre ellos el Museo de Orleans(conserva una amplia colección), y el Louvre de París. También se encuentra diseminada en colecciones particulares.
En 2007 se celebró en el Musée du Louvre de París la exposición titulada Delacroix et les compagnons de sa jeunesse : Géricault, Bonington, Huet, Barye… - ,